# Allioniellopsis
Allioniellopsis là một chi rêu trong họ Sematophyllaceae.